# Neil Langman
Neil Hedley Langman (sinh ngày 21 tháng 2 năm 1932) là một cầu thủ bóng đá người Anh đã giải nghệ thi đấu ở vị trí tiền đạo trung tâm.
Langman bắt đầu sự nghiệp với câu lạc bộ nghiệp dư địa phương Tavistock trước khi kí hợp đồng với câu lạc bộ Football League Plymouth Argyle năm 1954.
Ông ghi 50 bàn thắng trong 99 lần ra sân cho câu lạc bộ trước khi gia nhập Colchester United năm 1957 với mức giá 6.750 bảng Anh. Ông bị giải phóng hợp đồng năm 1961 và sau đó gia nhập Bath City. Năm 1964 ông gia nhập Falmouth Town và thi đấu 63 trận, ghi 67 bàn thắng.